# Ray Ewry
Raymond Clarence (Ray) Ewry (Lafayette (Indiana), 14 oktober 1873 – New York, 29 september 1937) was een atleet uit de Verenigde Staten, die acht gouden medailles won bij de Olympische Spelen en twee gouden medailles bij de Tussenliggende Spelen van 1906. Dit maakt hem een van de meest succesvolle atleten ooit.

## Biografie
Ewry kreeg polio toen hij vijf jaar was. Hij bracht enige tijd door in een rolstoel en men was bang dat hij de rest van zijn leven verlamd zou blijven. Door zijn eigen oefeningen wist Ewry zijn ziekte te overwinnen. Eenmaal van de rolstoel bevrijd, trainde hij zijn beenspieren met een nooit geziene ijver, zodat hij in 1890, toen hij zijn studie aanvatte, een echt springwonder was geworden.
Nadat hij afgestudeerd was aan de Purdue-universiteit, werd hij lid van de New York Athletic Club. Hij specialiseerde zich in de nu niet langer beoefende onderdelen, het springen uit stand: hoogspringen uit stand, verspringen uit stand en hink-stap-springen uit stand. Deze onderdelen zijn hetzelfde als de normale versie, alleen vindt er geen aanloop plaats.
Ewry bleek de beste springer uit stand in de wereld. Bij zijn eerste deelname aan de Spelen in Parijs (1900), wist hij goud te winnen in alle drie de categorieën. Hij won deze drie medailles op dezelfde dag (16 juli), waarbij hij en passant ook nog zijn eigen wereldrecord hoogspringen vanuit stand (1,613 m, gevestigd in 1896) verbeterde tot 1,655 m. Dit record, dat uiteraard tevens een olympisch record was, zou later noch door hem, noch door zijn opvolger in 1912 in Stockholm worden gebroken.
Bij de Spelen van 1904 wist Ewry met succes alle drie zijn titels te verdedigen. De driesprong uit stand zou niet meer op het programma staan na deze spelen, maar Ewry bleef de twee overgebleven nummers domineren, zowel op de Tussenliggende Spelen van 1906 en op de Spelen van 1908.
De dominantie van Ewry blijkt uit het feit, dat het wereldrecord bij het verspringen uit stand (3,476 m) nog steeds op zijn naam stond, toen het nummer in de jaren dertig van de twintigste eeuw van het programma werd geschrapt.
Ondanks al deze successen raakte hij de gevolgen van zijn ziekte nooit helemaal kwijt. Ewry, die bij de New Yorkse watermaatschappij werkte en op een vochtige woonboot leefde, bleef zijn leven lang hinken. Hij stierf in 1937 aan beendertuberculose.

## Titels
- Olympisch kampioen hoogspringen uit stand – 1900, 1904, 1906, 1908
- Olympisch kampioen verspringen uit stand – 1900, 1904, 1906, 1908
- Olympisch kampioen hink-stap-springen uit stand – 1900, 1904

## Persoonlijke records
| Onderdeel                    | Prestatie | Jaar |
| ---------------------------- | --------- | ---- |
| hoogspringen uit stand       | 1,675 m   | 1900 |
| verspringen uit stand        | 3,47 m    | 1904 |
| hink-stap-springen uit stand | 10,86 m   | 1901 |

## Palmares

### hoogspringen uit stand
- 1900:  OS – 1,655 m
- 1904:  OS – 1,60 m
- 1906:  OS – 1,56 m
- 1908:  OS – 1,575 m

### verspringen uit stand
- 1900:  OS – 3,21 m
- 1904:  OS – 3,47 m
- 1906:  OS – 3,30 m
- 1908:  OS – 3,335 m

### hink-stap-springen uit stand
- 1900:  OS – 10,58 m
- 1904:  OS – 10,55 m